# Ascope
Ascope é uma cidade do Peru, situada na região de La Libertad. Capital da província homônima, sua população em 2017 foi estimada em 6.000 habitantes.
A Zona Monumental de Ascope foi declarada patrimônio histórico do Peru em 9 de novembro de 1987.